# Villafufre
Villafufre és un municipi de la Comunitat Autònoma de Cantàbria. Limita al nord amb Santa María de Cayón, al sud amb Villacarriedo, a l'oest amb Santiurde de Toranzo i a l'est amb Saro. Es troba en la comarca de Pas-Pisueña i pel seu territori discorre el Riu Pisueña, principal afluent del riu Pas.

## Localitats
- Escobedo.
- Penilla.
- Rasillo.
- Vega de Villafufre.
- Villafufre (Capital).

## Demografia
| 1900  | 1910  | 1920  | 1930  | 1940  | 1950  | 1960  | 1970  | 1980  | 1990  | 2000  | 2005  |
| ----- | ----- | ----- | ----- | ----- | ----- | ----- | ----- | ----- | ----- | ----- | ----- |
| 1.518 | 1.495 | 1.519 | 1.513 | 1.648 | 1.675 | 1.585 | 1.439 | 1.264 | 1.194 | 1.145 | 1.115 |

Font: INE

## Administració
| Eleccions municipals, 23 de maig de 2003 |      |        |          |
| Partit                                   | Vots | %      | Regidors |
| PP                                       | 475  | 55,10% | 6        |
| PSOE                                     | 232  | 26,91% | 2        |
| PRC                                      | 131  | 15,20% | 1        |

| Eleccions municipals, 27 de maig de 2007 |      |        |          |
| Partit                                   | Vots | %      | Regidors |
| PP                                       | 509  | 49,52% | 6        |
| PRC                                      | 287  | 34,79% | 3        |